# Viver de Can Borni
El Viver de Can Borni, o Jardins del Viver de Can Borni, és un jardí públic de Barcelona situat a la falda del Tibidabo, a la part alta del torrent de la Font del Bacallà, al barri de Sant Genís dels Agudells.

## Història
El viver es va construir el 1919, com a espai d'aclimatació d'espècies autòctones i exòtiques, per trasplantar-les posteriorment als jardins públics i espais enjardinats de l'Exposició Universal de 1929. Projectat per l'arquitecte, urbanista i paisatgista menorquí Nicolau Maria Rubió i Tudurí, director aleshores de Parcs i jardins de Barcelona, s'inspira en els jardins que més admirava: els jardins llatins i àrabs, com els de l'Alhambra de Granada.
Després de molt anys en desús, el 2006 es va rehabilitar íntegrament, respectant el disseny original, i es va obrir com a jardí públic. S'hi van incorporar alguns serveis bàsics i una aula de natura.

## Descripció

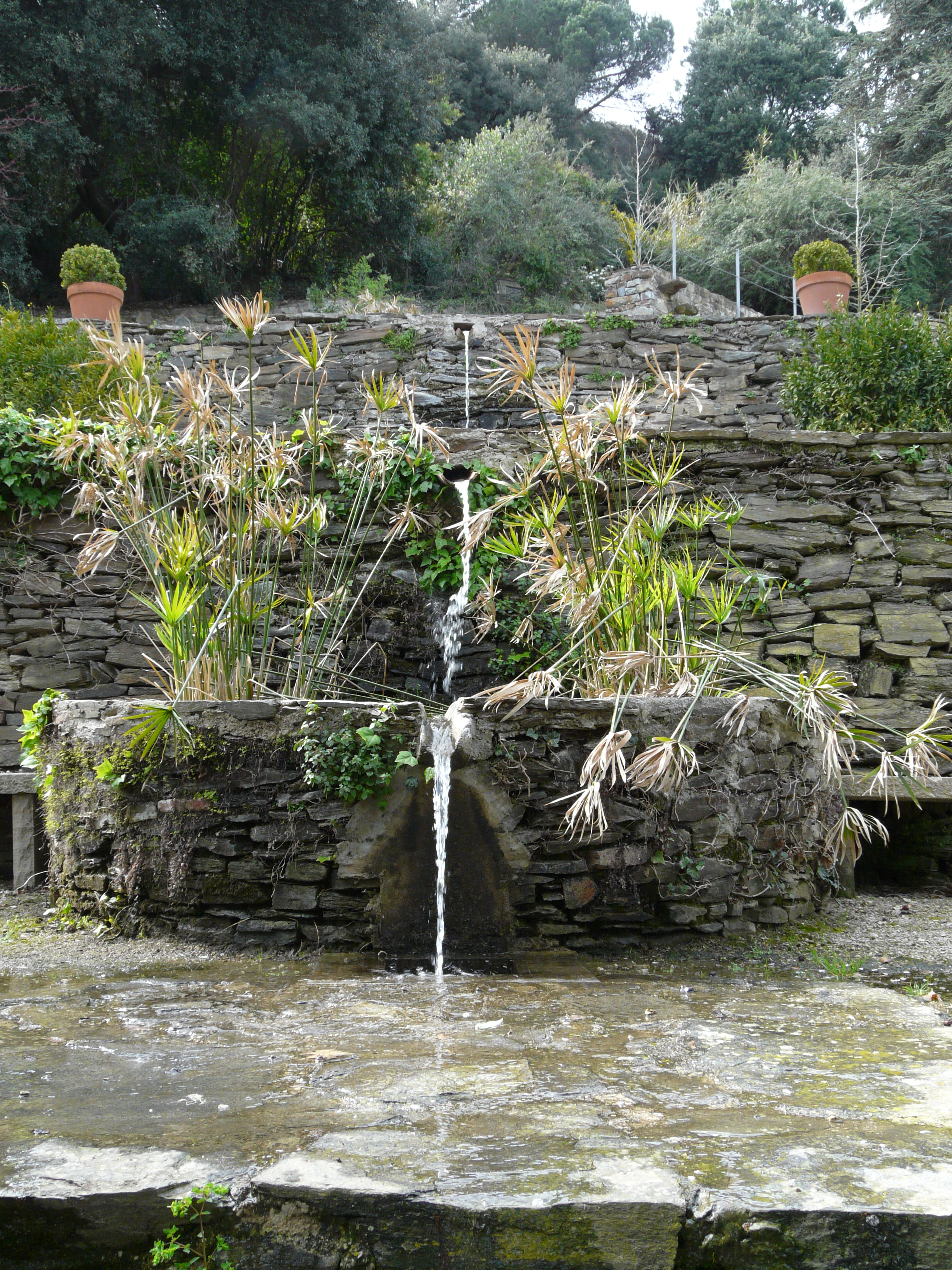
Viver de Can Borni

El disseny del jardí mostra la influència de la jardineria andalusina, com a altres projectes coetanis de l'arquitecte com els Jardins de Laribal, que va confeccionar en col·laboració amb Jean-Claude Nicolas Forestier. Així, el terreny s'estructura en diverses terrasses per les quals transcorre un canal d'aigua que raja d'una bassa superior, procedent d'una font de la muntanya, anomenada font de Can Borni.
El conjunt botànic del viver acull una mostra significativa d'espècies autòctones, oriündes de la serra de Collserola, i altres vingudes d'arreu del món, que s'han adaptat al clima i al substrat. La vegetació mediterrània està representada per grans pins pinyoners, alzines, xiprers i altres espècies arbustives, com ara l'arboç. el llentiscle, el marfull i el llorer. També es troben espècies exòtiques de muntanya que es van plantar al viver, com ara el cedre de l'Atles, introduït a Catalunya en motiu de l'Exposició del 1929, el cedre del Japó, el xiprer de ventall d'origen asiàtic, el roure americà, l'araucària australiana i el pinsap, avet de distribució molt restringida a Andalusia.

## Nom
El nom del viver prové del malnom de la casa pairal de l'indret, ja esmentada per mossèn Clapés l'any 1843 com una antiga masia.